# دانيال بيرغ هيستاد
دانيال بيرغ هيستاد (بالنرويجية البوكمول: Daniel Berg Hestad)‏ (30 يوليو 1975 بمولده في النرويج - ) هو لاعب كرة قدم نرويجي في مركز الوسط. شارك مع منتخب النرويج تحت 21 سنة لكرة القدم ومنتخب النرويج لكرة القدم. أما مع النوادي، فقد لعب مع نادي مولده ونادي هيرنفين.

## روابط خارجية
- دانيال بيرغ هيستاد على موقع IMDb (الإنجليزية)
- دانيال بيرغ هيستاد على موقع اتحاد النرويج (النرويجية)
- دانيال بيرغ هيستاد على موقع قاعدة بيانات كرة القدم.إي يو (الإنجليزية)
- دانيال بيرغ هيستاد على موقع ناشيونال فوتبول تيمز (الإنجليزية)
- دانيال بيرغ هيستاد على موقع Soccerway.com (الإنجليزية)
- دانيال بيرغ هيستاد على موقع AS.com (الإسبانية)